# Magnificat

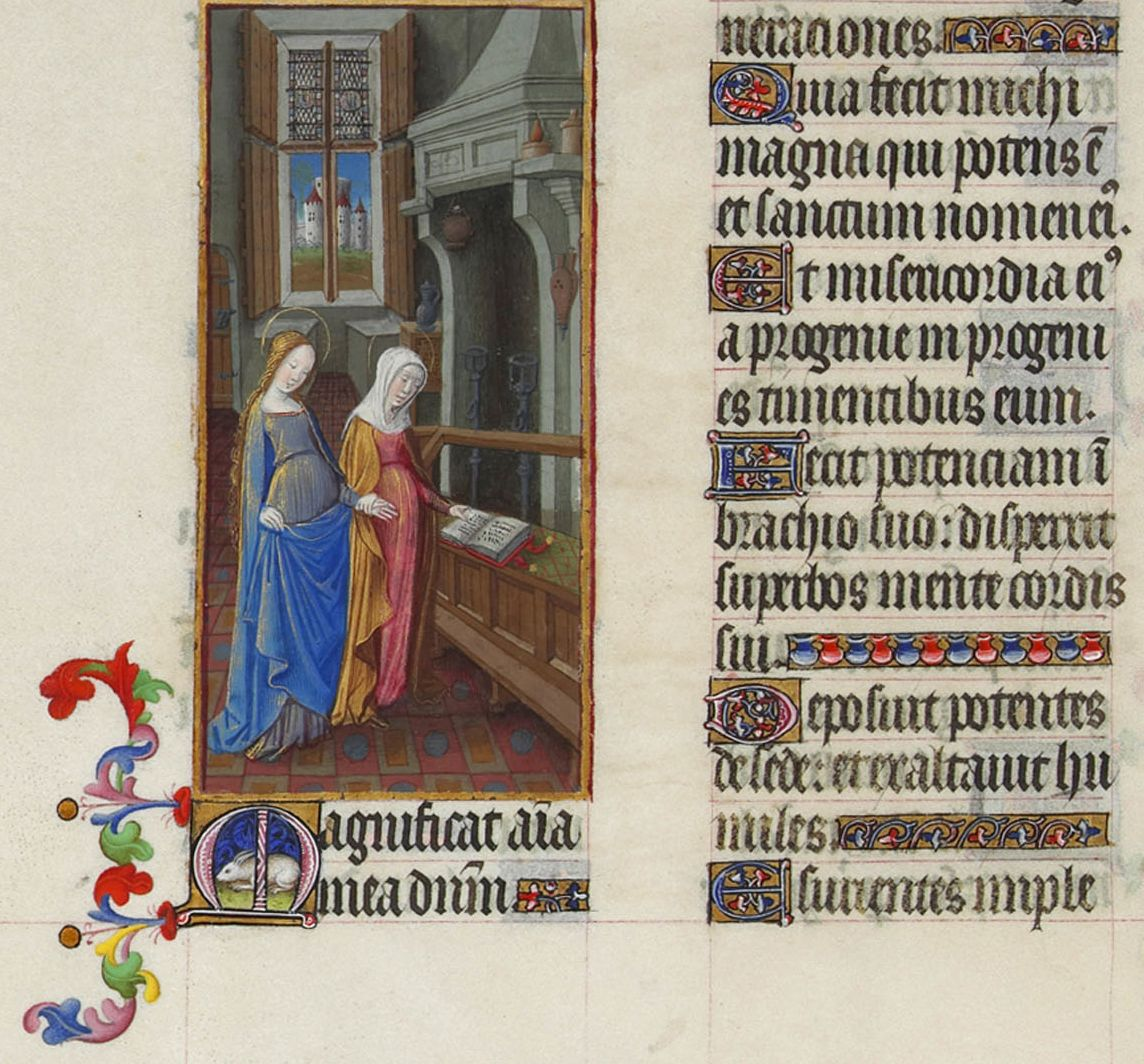
Nawiedzenie w Bardzo bogatych godzinkach księcia de Berry

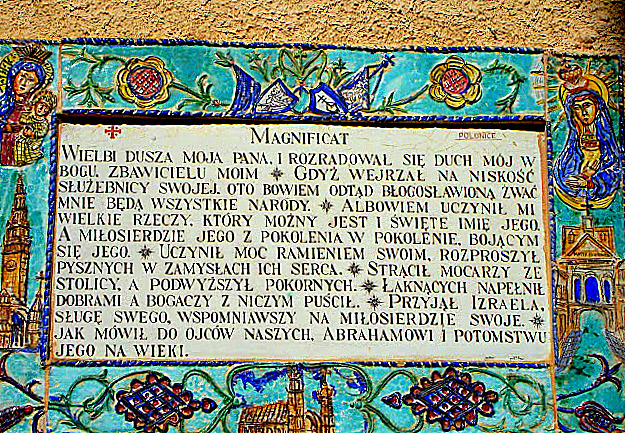
En Kerem, dziedziniec kościoła Nawiedzenia św. Elżbiety

Magnificat – kantyk śpiewany w czasie nieszporów. Nazwa pochodzi od jego pierwszego słowa w języku łacińskim: Magnificat anima mea Dominum (Wielbi dusza moja Pana). Jest to radosna pieśń dziękczynna, oparta na tekstach ze Starego Testamentu, którą według Ewangelii św. Łukasza (1, 46-55) wypowiedziała (lub zaśpiewała) Maryja podczas spotkania ze świętą Elżbietą, krótko po Zwiastowaniu.

## Tekst
Magnificat jest mozaiką tekstów ze Starego Testamentu, zwłaszcza z hymnu Anny (1 Sm 2, 1-10).
Greka:
Μεγαλύνει ἡ ψυχή μου τὸν Κύριον
καὶ ἠγαλλίασεν τὸ πνεῦμά μου ἐπὶ τῷ Θεῷ τῷ σωτῆρί μου,
ὅτι ἐπέβλεψεν ἐπὶ τὴν ταπείνωσιν τῆς δούλης αυτοῦ.
ἰδού γὰρ ἀπὸ τοῦ νῦν μακαριοῦσίν με πᾶσαι αἱ γενεαί,
ὅτι ἐποίησέν μοι μεγάλα ὁ δυνατός,
καὶ ἅγιον τὸ ὄνομα αὐτοῦ,
καὶ τὸ ἔλεος αὐτοῦ εἰς γενεὰς καὶ γενεὰς
τοῖς φοβουμένοῖς αυτόν.
Ἐποίησεν κράτος ἐν βραχίονι αὐτοῦ,
διεσκόρπισεν ὑπερηφάνους διανοίᾳ καρδίας αὐτῶν·
καθεῖλεν δυνάστας ἀπὸ θρόνων
καὶ ὕψωσεν ταπεινούς,
πεινῶντας ἐνέπλησεν ἀγαθῶν
καὶ πλουτοῦντας ἐξαπέστειλεν κενούς.
ἀντελάβετο Ἰσραὴλ παιδὸς αὐτοῦ,
μνησθῆναι ἐλέους,
καθὼς ἐλάλησεν πρὸς τοὺς πατέρας ἡμῶν
τῷ Αβραὰμ καὶ τῷ σπέρματι αὐτοῦ εἰς τὸν αἰῶνα.
Łacina (oficjalna wersja Kościoła katolickiego od 1979):
Magnificat anima mea Dominum,
et exsultavit spiritus meus in Deo salvatore meo,
quia respexit humilitatem ancillae suae.
Ecce enim ex hoc beatam me dicent omnes generationes,
quia fecit mihi magna,
qui potens est,
et sanctum nomen eius,
et misericordia eius in progenies et progenies
timentibus eum.
Fecit potentiam in brachio suo,
dispersit superbos mente cordis sui;
deposuit potentes de sede
et exaltavit humiles;
esurientes implevit bonis
et divites dimisit inanes.
Suscepit Israel puerum suum,
recordatus misericordiae suae,
sicut locutus est ad patres nostros,
Abraham et semini eius in saecula.
(W starszych wersjach może być in Deo salutari meo zamiast in Deo salvatore meo oraz a progenie in progenies zamiast in progenies et progenies.)
Polski (tłumaczenie Franciszka Karpińskiego):
Uwielbiaj, duszo moja, sławę Pana mego,
Chwal Boga Stworzyciela tak bardzo dobrego.
Bóg mój, zbawienie moje, jedyna otucha,
Bóg mi rozkoszą serca i weselem ducha.
Bo mile przyjąć raczył Swej sługi pokorę,
Łaskawym okiem wejrzał na Dawida córę.
Przeto wszystkie narody, co ziemię osiędą,
Odtąd błogosławioną mnie nazywać będą.
Bo wielkimi darami uczczonam od Tego,
Którego moc przedziwna, święte Imię Jego.
Którzy się Pana boją, szczęśliwi na wieki,
Bo z nimi miłosierdzie z rodu w ród daleki.
Na cały świat pokazał moc Swych ramion świętych,
Rozproszył dumne myśli głów pychą nadętych.
Wyniosłych złożył z tronu, znikczemnił wielmożne,
Wywyższył, uwielmożnił w pokorę zamożne.
Głodnych nasycił hojnie i w dobra spanoszył,
Bogaczów z torbą puścił i nędznie rozproszył.
Przyjął do łaski sługę Izraela cnego,
Wspomniał nań, użyczył mu miłosierdzia Swego.
Wypełnił, co był przyrzekł niegdyś ojcom naszym:
Abrahamowi z potomstwem jego, wiecznym czasem.
Wszyscy śpiewajmy Bogu w Trójcy Jedynemu,
Chwała Ojcu, Synowi, Duchowi Świętemu.
Jak była na początku, tak zawsze niech będzie,
Teraz i na wiek wieków niechaj słynie wszędzie.

## Magnificat w muzyce
Tekst Magnificat był setki razy opracowywany muzycznie przez kompozytorów różnych epok, zarówno w ramach całego cyklu nieszpornego, jak i jako samodzielny utwór, między innymi przez następujących twórców:
- Guillaume Dufay – trzykrotnie;
- Marc-Antoine Charpentier – Magnificat na 3 głosy (pozycja  H.73 z katalogu dzieł Charpentiera) i Magnificat na 4 głosy (H.80);
- Mikołaj z Radomia – jednokrotnie;
- Jerzy Liban z Legnicy – ośmiokrotnie;
- Mikołaj Zieleński – jednokrotnie (w Offertoria totius anni);
- Claudio Monteverdi – w ramach Nieszporów z 1610 r.;
- Adam Michna z Otradovic – Magnificant I. toni (1654);
- Antonio Vivaldi – dwukrotnie, "Magnificat" g-moll RV 610 i 611, z tego dzieło o numerze katalogowym 610 posiada trzy wersje, z których najwcześniejszą jest RV 610b, skomponowana ok. roku 1715 dla zespołu Ospedale della Pietà;
- Johann Sebastian Bach – Magnificat D-dur BWV 243 (wersja pierwotna w tonacji Es-dur: BWV 243a);
- Carl Philipp Emanuel Bach;
- Wolfgang Amadeus Mozart – trzykrotnie (Dixit et Magnificat KV 193, Nieszpory KV 321, Nieszpory KV 339);
- Krzysztof Penderecki;
- Wojciech Kilar;
- Józef Zeidler – Vesperae ex D;
- John Rutter;
- Girolamo Cavazzoni – czterokrotnie[2] (primi toni, quarti toni, sexti toni, octavi toni);
- Marco Frisina.
- Piotr Tomasz Harasimiuk - Magnificat in D